# 篠原康弘
篠原 康弘（しのはら やすひろ、1959年〈昭和34年〉 - ）は、日本の運輸・国土交通官僚。弟は自治・総務官僚の篠原俊博。

## 来歴
宮崎県宮崎市出身。宮崎県立宮崎西高等学校理数科1期生。理数科1期生として医学部などの進学を期待されていたが、在学中に理数系が苦手であった事に気づいて東京大学教養学部文科一類へ進学し、東京大学法学部を卒業。1983年（昭和58年）、運輸省へ入省。
入省後、鉄道や観光、航空行政などに携わり、鉄道局幹線鉄道課補佐官、国土交通大臣秘書官事務取扱、総合政策局国際観光課長、航空局航空事業課長、同航空ネットワーク部長、観光庁審議官、鉄道局次長、総合政策局次長などを歴任。この間の印象深かった出来事について大臣の秘書官を務めた事を挙げており、当時国土交通大臣だった扇千景の反対の声もある中で思ったことを進める姿勢に「勉強になった」と振り返っている。また、日本航空が破綻し再生する時期に航空事業課長、航空ネットワーク部長を務めており、ANAホールディングス会長の伊東信一郎と「いろいろ議論もし、飲みも、対決もあった」と述懐している。
2017年（平成29年）7月7日、国土交通省国際統括官に就任。
2018年（平成30年）7月31日、国土交通審議官に就任。
2019年（令和元年）7月9日、退官。同年11月1日、日本航空のシニア・フェローに就任。